# Pino Pontuali
Pino Pontuali (Bracciano, 7 luglio 1945) è un fisarmonicista italiano.
Fin dall'adolescenza Pontuali suona l'armonica a bocca a bocca. Nel 1980 per coincidenza conosce l'organetto e, spinto dalla curiosità, inizia ad approcciarsi a questo strumento da auto-didatta. Presto arriva al circolo musicale Gianni Bosio di Roma, dove è notato da Ambrogio Sparagna, che lo incita ad interessarsi della musica tradizionale e folkloristica. Dopo anni di studi sul campo, Pontuali è arrivato a conoscere quasi tutto il repertorio tradizionale per organetto e specialmente tutte le ballate e le composizioni da osteria dell'Italia centrale.
Pino Pontuali è tutt'oggi attivissimo, soprattutto nel Lazio, Umbria e Marche. È stato componente di diversi gruppi musicali e, oltre ad aver preso parte a molte trasmissioni radiofoniche e televisive, Pontuali ha partecipato alla realizzazione di due compilation di musica tradizionale.
Attualmente tiene regolari lezioni di organetto ad Anguillara Sabazia e alla Scuola Popolare di Musica di Testaccio di Roma.

## Gruppi musicali
- Su Strakasu (1992, cambiato di nome in Li Bettolari nel 1997)
- La Piazza (1992)
- Cromantica (1995)
- Il Carro delle Stelle (1999)
- Narratore Ambulante (1999)

Attualmente Pontuali fa parte dei gruppi La Piazza e Il Carro delle Stelle.

## Discografia
- 1994 - Amore piccolino fatte grande con La Piazza
- 1997 - Milandè con La Piazza

## Partecipazioni a compilation
- 1995 - Atlante di musica tradizionale - Roots Music Atlas
- 1997 - Atlante di musica tradizionale 2 - Roots Music Atlas 2